# アレックス・ラミレス (2003年生の外野手)
アレクサンダー・ラミレス（Alexander Ramírez, 2003年1月13日 - ）は、ドミニカ共和国サントドミンゴ出身のプロ野球選手（外野手）。右投右打。MLBのニューヨーク・メッツ傘下所属。

## 経歴
2019年にアマチュア・フリーエージェントでニューヨーク・メッツと契約してプロ入り。契約金は210万ドル。この年はマイナーリーグの公式戦に出場しなかった。
2020年は新型コロナウイルスの影響でマイナーリーグの試合が開催されず、2年連続で公式戦への出場がなかった。
2021年に傘下のA級セントルーシー・メッツでプロデビューし、76試合に出場して打率.258、5本塁打、35打点の成績を記録した。
2022年はA級セントルーシーで開幕を迎え、シーズン途中にA+級ブルックリン・サイクロンズへ昇格。2チーム合計で121試合に出場して打率.281、11本塁打、71打点の成績を記録した。

## 選手としての特徴
走攻守すべてに並外れたポテンシャルを見せるアスリート型外野手。